# Trinity (Caroline du Nord)

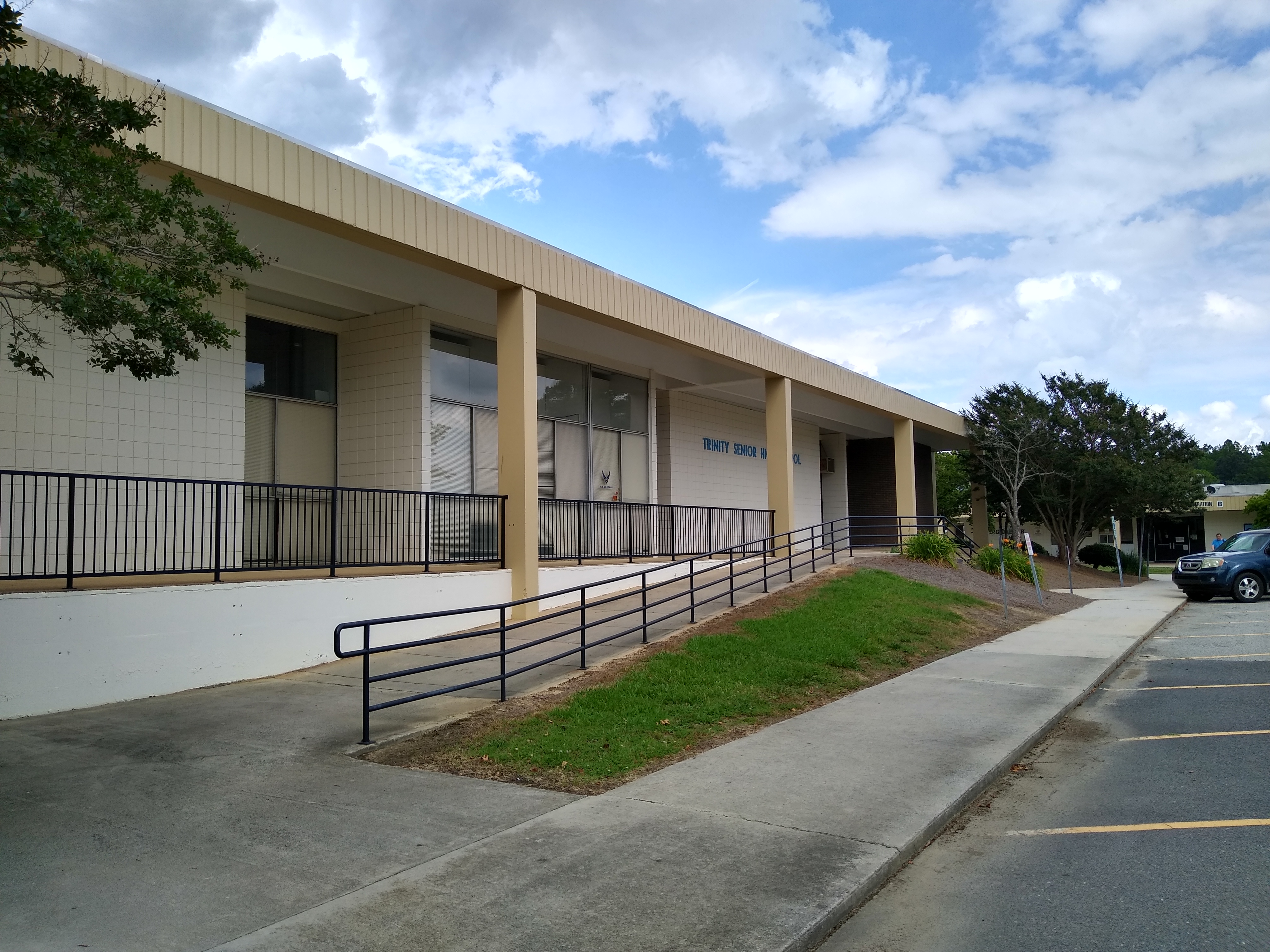
Lycée de Trinité

Pour les articles homonymes, voir Trinity.
Trinity est une ville américaine située dans le comté de Randolph dans l'État de Caroline du Nord. En 2010, sa population était de 6 614 habitants.

## Démographie
| 1980  | 1990  | 2000  | 2010  | - | - |
| ----- | ----- | ----- | ----- | - | - |
| 6 878 | 5 469 | 6 690 | 6 614 | - | - |

## Source de la traduction
- (en) Cet article est partiellement ou en totalité issu de l’article de Wikipédia en anglais intitulé « Trinity, North Carolina » (voir la liste des auteurs).